# Jan Kazimierz Umiastowski
Jan Kazimierz (von Nandelstädt) Umiastowski herbu Roch III (zm. 1659) – sędzia ziemski brzeskolitewski w latach 1650–1655, podsędek brzeskolitewski w latach 1649–1650, pisarz ziemski brzeskolitewski w latach 1646–1649, regent kancelarii mniejszej litewskiej w latach 1643–1650, cześnik brzeskolitewski w latach 1636–1646, marszałek sejmu nadzwyczajnego w Warszawie w 1655 roku, sekretarz królewski w 1635 roku, deputowany na Trybunał fiskalny w Wilnie (1635).
Poseł na sejm koronacyjny 1633 roku, poseł na sejm 1647 roku. Poseł na sejmy ekstraordynaryjne 1635 i 1642 roku. Jako poseł brzeskolitewski na sejm konwokacyjny 1648 roku był członkiem konfederacji generalnej zawiązanej 31 lipca 1648 roku. W 1648 roku jako poseł na sejm elekcyjny z województwa brzeskolitewskiego i deputat kapturowy Wielkiego Księstwa Litewskiego był elektorem Jana II Kazimierza Wazy z województwa brzeskolitewskiego. W roku 1648 wybrany został na sejmie elekcyjnym Jana Kazimierza – deputatem ad pacta conventa i sędzią compositi judicii, podpisał jego pacta conventa. Poseł sejmiku wendeńskiego na sejm koronacyjny 1649 roku, poseł sejmiku brzeskolitewskiego na sejm 1654 (II), poseł na sejm 1650, 1652 (I), 1655 roku.
W roku 1654 był sędzią ziemskim oraz podkomorzym brzeskolitewskim. Marszałkiem sejmu Warszawskiego ze strony Litwy został w roku 1655.
Syn Jana, żona Halszka kniaziówna Ogińska, dzieci: syn Jan Fabian, córka Anna (mąż Florian Sapieha).